# Curling-Pazifik-Asienmeisterschaft 2019
Die Curling-Pazifik-Asienmeisterschaften 2019 fanden vom 6. bis 13. November im Shenzhen Universiade Sports Centre Stadium in Shenzhen, Volksrepublik China, statt.
Bei den Männern gewann Südkorea und bei den Frauen die Volksrepublik China. Sie qualifizierten sich zusammen mit den jeweils Zweitplatzierten (Männer: Japan; Frauen: Japan) für die Weltmeisterschaft 2020 der Herren bzw. Damen.

## Männer

### Teams
An der Meisterschaft der Männer nahmen zehn Mannschaften teil.
| Australien                                                                                                  | Volksrepublik China | Chinesisch Taipeh                                                                                                | Hongkong                                                                                          |
| --- | --- | --- | ------------------------------------------------------------------------------------------------- |
| Fourth: Dean Hewitt Skip: Sean Hall Second: Tanner Davis Lead: Jay Merchant Alternate: Matthew Milikin      | Skip: Zou Qiang Third: Wang Zhiyu Second: Tian Jiafeng Lead: Xu Jingtao Alternate: Han Peng                                 | Skip: Randolph Shen Third: Nicolas Hsu Second: Ken Hsu Lead: Victor Lee                                          | Skip: Jason Chang Third: Justin Chen Second: Martin Yan Lead: Woody Cheng Alternate: Kevin Cheung |
| Japan | Kasachstan | Katar | Neuseeland                                                                                        |
| Skip: Yūta Matsumura Third: Tetsurō Shimizu Second: Yasumasa Tanida Lead: Kosuke Aita Alternate: Shinya Abe | Skip: Abylaikhan Zhuzbay Third: Azizbek Nadirbayev Second: Madiyar Korabayev Lead: Aidos Alliyar Alternate: Nikita Shishkin | Skip: Nassar Alyafei Third: Ahmed Al-Fahad Second: Salim Ali Lead: Abdulrahman Ali-Mohsen Alternate: Mouaaz Mlis | Skip: Scott Becker Third: Anton Hood Second: Brett Sargon Lead: Warren Dobson                     |
| Nigeria | Südkorea | |                                                                                                   |
| Skip: Harold Woods III Third: Tijani Cole Second: Fabian Contreras                                          | Skip: Kim Chang-min Third: Lee Ki-jeong Second: Kim Hak-kyun Lead: Lee Ki-bok Alternate: Kim Myung-sup                      | |                                                                                                   |

### Round Robin

#### Ergebnisse
| Datum | Zeit  | Begegnung                               | Resultat |
| ----- | ----- | --------------------------------------- | -------- |
| 2.11. | 14:00 | Hongkong – Chinesisch Taipeh            | 1:12     |
|       |       | Südkorea – Katar                        | 16:0     |
|       |       | Kasachstan – Nigeria                    | 13:6     |
|       |       | Japan – Australien                      | 8:5      |
|       |       | Volksrepublik China – Neuseeland        | 10:4     |
| 3.11. | 9:00  | Katar – Kasachstan                      | 7:6      |
|       |       | Chinesisch Taipeh – Nigeria             | 10:4     |
|       |       | Neuseeland – Australien                 | 9:3      |
|       |       | Volksrepublik China – Hongkong          | 12:7     |
|       |       | Südkorea – Japan                        | 8:6      |
|       | 19:00 | Nigeria – Volksrepublik China           | 0:16     |
|       |       | Japan – Kasachstan                      | 7:5      |
|       |       | Australien – Hongkong                   | 8:7      |
|       |       | Neuseeland – Katar                      | 15:1     |
|       |       | Chinesisch Taipeh – Südkorea            | 1:9      |
| 4.11. | 14:00 | Japan – Katar                           | 13:3     |
|       |       | Volksrepublik China – Chinesisch Taipeh | 16:2     |
|       |       | Südkorea – Neuseeland                   | 8:2      |
|       |       | Volksrepublik China – Nigeria           | 12:4     |
|       |       | Kasachstan – Australien                 | 4:12     |
| 5.11. | 09:00 | Volksrepublik China – Australien        | 10:5     |
|       |       | Katar – Hongkong                        | 8:6      |
|       |       | Nigeria – Japan                         | 0:21     |
|       |       | Kasachstan – Südkorea                   | 5:10     |
|       |       | Neuseeland – Chinesisch Taipeh          | 8:7      |

| Datum | Zeit  | Begegnung                        | Resultat |
| ----- | ----- | -------------------------------- | -------- |
| 5.11. | 19:00 | Südkorea – Nigeria               | 24:2     |
|       |       | Neuseeland – Japan               | 7:8      |
|       |       | Japan – Südkorea                 | 8:7      |
|       |       | Volksrepublik China – Katar      | 12:4     |
|       |       | Australien – Chinesisch Taipeh   | 1:8      |
|       |       | Hongkong – Kasachstan            | 5:8      |
| 6.11. | 9:00  | Chinesisch Taipeh – Japan        | 5:6      |
|       |       | Kasachstan – Volksrepublik China | 1:13     |
|       |       | Hongkong – Südkorea              | 3:15     |
|       |       | Nigeria – Neuseeland             | 3:18     |
|       |       | Australien – Katar               | 10:3     |
|       | 19:00 | Australien – Südkorea            | 5:7      |
|       |       | Hongkong – Neuseeland            | 4:14     |
|       |       | Japan – Volksrepublik China      | 8:7      |
|       |       | Chinesisch Taipeh – Kasachstan   | 7:5      |
|       |       | Katar – Nigeria                  | 14:3     |
| 7.11. | 14:00 | Kasachstan – Neuseeland          | 4:11     |
|       |       | Nigeria – Neuseeland             | 1:19     |
|       |       | Katar – Chinesisch Taipeh        | 2:10     |
|       |       | Südkorea – Volksrepublik China   | 11:1     |
|       |       | Japan – Hongkong                 | 13:2     |

#### Endstand Round Robin
| Schlüssel | Schlüssel     |
| --------- | ------------- |
|           | Playoff-Platz |

| Land                | Skip               | Siege | Niederl. |
| ------------------- | ------------------ | ----- | -------- |
| Südkorea            | Kim Chang-min      | 9     | 0        |
| Japan               | Yūta Matsumura     | 8     | 1        |
| Volksrepublik China | Zou Qiang          | 7     | 2        |
| Neuseeland          | Scott Becker       | 6     | 3        |
| Chinesisch Taipeh   | Randolph Shen      | 5     | 4        |
| Australien          | Sean Hall          | 4     | 5        |
| Katar               | Nassar Alyafei     | 3     | 6        |
| Kasachstan          | Abylaikhan Zhuzbay | 2     | 7        |
| Hongkong            | Jason Chang        | 1     | 8        |
| Nigeria             | Harold Woods III   | 0     | 0        |

### Playoffs
|  | Halbfinale | Halbfinale          | Halbfinale |   |          | Finale           | Finale           | Finale           |
|  |            |                     |            |   |          |                  |                  |                  |
|  |            |                     |            |   |          |                  |                  |                  |
|  | 1          | Südkorea            | 10         |   |          |                  |                  |                  |
|  | 4          | Neuseeland          | 6          |   |          |                  |                  |                  |
|  |            |                     |            | 1 | Südkorea | 11               |                  |                  |
|  |            |                     |            |   | 2        | Japan            | 2                |                  |
|  | 2          | Japan               | 7          |   |          |                  |                  |                  |
|  | 3          | Volksrepublik China | 5          |   |          | Spiel um Platz 3 | Spiel um Platz 3 | Spiel um Platz 3 |
|  |            |                     |            |   |          | 4                | Neuseeland       | 4                |
|  | 3          | Volksrepublik China | 9          |   |          |                  |                  |                  |
|  |            |                     |            |   |          |                  |                  |                  |

#### Halbfinale
8. November 9:00 Uhr
| Team       |    | 1 | 2 | 3 | 4 | 5 | 6 | 7 | 8 | 9 | 10 | Gesamt |
| ---------- | -- | - | - | - | - | - | - | - | - | - | -- | ------ |
| Südkorea   | 🔨 | 1 | 1 | 0 | 0 | 2 | 0 | 3 | 0 | 3 | X  | 10     |
| Neuseeland |    | 0 | 0 | 2 | 1 | 0 | 1 | 0 | 2 | 0 | X  | 6      |

8. November 14:00 Uhr
| Team                |    | 1 | 2 | 3 | 4 | 5 | 6 | 7 | 8 | 9 | 10 | Gesamt |
| ------------------- | -- | - | - | - | - | - | - | - | - | - | -- | ------ |
| Japan               | 🔨 | 1 | 0 | 2 | 2 | 0 | 0 | 0 | 1 | 0 | 1  | 7      |
| Volksrepublik China |    | 0 | 2 | 0 | 0 | 1 | 0 | 0 | 0 | 2 | 0  | 5      |

#### Spiel um Platz 3
9. November 10:00 Uhr
| Team                |    | 1 | 2 | 3 | 4 | 5 | 6 | 7 | 8 | 9 | 10 | Gesamt |
| ------------------- | -- | - | - | - | - | - | - | - | - | - | -- | ------ |
| Neuseeland          |    | 0 | 0 | 1 | 0 | 0 | 0 | 1 | 2 | X | X  | 4      |
| Volksrepublik China | 🔨 | 4 | 1 | 0 | 1 | 2 | 1 | 0 | 0 | X | X  | 9      |

#### Finale
9. November 14:00 Uhr
| Team     |    | 1 | 2 | 3 | 4 | 5 | 6 | 7 | 8 | 9 | 10 | Gesamt |
| -------- | -- | - | - | - | - | - | - | - | - | - | -- | ------ |
| Südkorea | 🔨 | 0 | 0 | 2 | 1 | 2 | 0 | 4 | 2 | X | X  | 11     |
| Japan    |    | 0 | 0 | 0 | 0 | 0 | 2 | 0 | 0 | X | X  | 2      |

### Endstand
| Platz | Land                |
| ----- | ------------------- |
| 1     | Südkorea            |
| 2     | Japan               |
| 3     | Volksrepublik China |
| 4     | Neuseeland          |
| 5     | Chinesisch Taipeh   |
| 6     | Australien          |
| 7     | Katar               |
| 8     | Kasachstan          |
| 9     | Hongkong            |
| 10    | Nigeria             |

Südkorea und Japan sind für die Weltmeisterschaft 2020 in Glasgow, Schottland, qualifiziert. Die Volksrepublik China und  Neuseeland sind für das Qualifikationsturnier zur Weltmeisterschaft (World Qualification Event) 2020 in Lohja, Finnland qualifiziert und haben damit die Möglichkeit, sich doch noch einen Startplatz für die Weltmeisterschaft zu sichern.

## Frauen

### Teams
An der Meisterschaft der Frauen nahmen acht Mannschaften teil.
| Australien | Volksrepublik China | Chinesisch Taipeh                                                                                                   | Hongkong                                                                                              |
| --- | --- | --- | --- |
| Skip: Lauren Wagner Third: Jennifer Westhagen Second: Kristen Tsourlenes Lead: Carlee Millikin                   | Skip: Han Yu Third: Zhang Lijun Second: Jiang Xindi Lead: Zhao Ruiyi Alternate: Yu Jiaxin                                                 | Skip: Heidi Lin Third: Amanda Chou Second: Stephanie Lee Lead: Ko Yang Alternate: I-Ling Liu                        | Skip: Ling-Yue Hung Third: Ada Shang Second: Ashura Wong Lead: On Na Anna Ngai Alternate: Pianpian Hu |
| Japan | Kasachstan | Katar | Südkorea                                                                                              |
| Fourth: Ikue Kitazawa Third: Chiaki Matsumura Skip: Seina Nakajima Lead: Hasumi Ishigooka Alternate: Emi Shimizu | Skip: Sitora Alliyarova Third: Anastassiya Spirikova Second: Angelina Ebauyer Lead: Yekaterina Kolykhalova Alternate: Tilsimay Alliyarova | Skip: Mubarkah Al-Abdulla Third: Maryam Binali Second: Sara Al-Qaet Lead: Amna Al-Qaet Alternate: Kholoud Al-Mukdad | Skip: Gim Un-chi Third: Um Min-ji Second: Kim Su-ji Lead: Seol Ye-eun Alternate: Seol Ye-ji           |

### Round Robin
| Datum  | Zeit  | Begegnung                      | Resultat |
| ------ | ----- | ------------------------------ | -------- |
| 2.11.  | 19:00 | Japan – Südkorea               | 6:5      |
|        |       | Volksrepublik China – Hongkong | 12:4     |
|        |       | Kasachstan – Chinesisch Taipeh | 11:12    |
|        |       | Australien – Katar             | 12:3     |
| 3.11.  | 14:00 | Chinesisch Taipeh – Japan      | 5:14     |
|        |       | Hongkong – Australien          | 9:8      |
|        |       | Katar – Volksrepublik China    | 1:19     |
|        |       | Südkorea – Kasachstan          | 12:2     |
| 4. 11. | 9:00  | Kasachstan – Hongkong          | 9:4      |
|        |       | Chinesisch Taipeh – Katar      | 9:8      |
|        |       | Australien – Südkorea          | 5:10     |
|        |       | Volksrepublik China – Japan    | 7:6      |
|        | 19:00 | Hongkong – Chinesisch Taipeh   | 9:7      |
|        |       | Katar – Kasachstan             | 6:15     |
|        |       | Japan – Australien             | 15:2     |
|        |       | Südkorea – Volksrepublik China | 7:6      |

| Datum | Zeit  | Begegnung                               | Resultat |
| ----- | ----- | --------------------------------------- | -------- |
| 5.11. | 14:00 | Volksrepublik China – Chinesisch Taipeh | 10:1     |
|       |       | Hongkong – Südkorea                     | 1:9      |
|       |       | Japan – Katar                           | 21:0     |
|       |       | Kasachstan – Australien                 | 4:12     |
| 6.11. | 14:00 | Volksrepublik China – Kasachstan        | 17:2     |
|       |       | Südkorea – Katar                        | 20:0     |
|       |       | Australien – Chinesisch Taipeh          | 0:13     |
|       |       | Japan – Hongkong                        | 15:1     |
| 7.11. | 09:00 | Australien – Volksrepublik China        | 2:11     |
|       |       | Kasachstan – Japan                      | 0:11     |
|       |       | Katar – Hongkong                        | 4:10     |
|       |       | Chinesisch Taipeh – Südkorea            | 2:14     |

| Schlüssel | Schlüssel     |
| --------- | ------------- |
|           | Playoff Platz |

| Land                | Skip                | Siege | Niederl. |
| ------------------- | ------------------- | ----- | -------- |
| Japan               | Seina Nakajima      | 6     | 1        |
| Südkorea            | Gim Un-chi          | 6     | 1        |
| Volksrepublik China | Han Yu              | 6     | 1        |
| Hongkong            | Ling-Yue Hung       | 3     | 4        |
| Chinesisch Taipeh   | Heidi Lin           | 3     | 4        |
| Australien          | Lauren Walker       | 2     | 5        |
| Kasachstan          | Sitora Alliyarova   | 2     | 5        |
| Katar               | Mubarkah Al-Abdulla | 0     | 7        |

Wegen des Gleichstands wurde die Reihung der ersten drei Plätze durch eine Draw Shot Challenge ermittelt.

### Playoffs
|  | Halbfinale | Halbfinale          | Halbfinale |   |       | Finale              | Finale           | Finale           |
|  |            |                     |            |   |       |                     |                  |                  |
|  |            |                     |            |   |       |                     |                  |                  |
|  | 1          | Japan               | 12         |   |       |                     |                  |                  |
|  | 4          | Hongkong            | 5          |   |       |                     |                  |                  |
|  |            |                     |            | 1 | Japan | 3                   |                  |                  |
|  |            |                     |            |   | 3     | Volksrepublik China | 10               |                  |
|  | 2          | Südkorea            | 2          |   |       |                     |                  |                  |
|  | 3          | Volksrepublik China | 8          |   |       | Spiel um Platz 3    | Spiel um Platz 3 | Spiel um Platz 3 |
|  |            |                     |            |   |       | 4                   | Hongkong         | 2                |
|  | 2          | Südkorea            | 13         |   |       |                     |                  |                  |
|  |            |                     |            |   |       |                     |                  |                  |

#### Halbfinale
7. November 19:00 Uhr
| Team     |    | 1 | 2 | 3 | 4 | 5 | 6 | 7 | 8 | 9 | 10 | Gesamt |
| -------- | -- | - | - | - | - | - | - | - | - | - | -- | ------ |
| Japan    | 🔨 | 3 | 0 | 0 | 3 | 1 | 1 | 4 | 0 | X | X  | 12     |
| Hongkong |    | 0 | 2 | 2 | 0 | 0 | 0 | 0 | 1 | X | X  | 5      |

8. November 9:00 Uhr
| Team                |    | 1 | 2 | 3 | 4 | 5 | 6 | 7 | 8 | 9 | 10 | Gesamt |
| ------------------- | -- | - | - | - | - | - | - | - | - | - | -- | ------ |
| Südkorea            | 🔨 | 0 | 1 | 0 | 0 | 0 | 1 | 0 | 0 | 0 | X  | 2      |
| Volksrepublik China |    | 1 | 0 | 0 | 1 | 2 | 0 | 1 | 1 | 2 | X  | 8      |

#### Spiel um Platz 3
8. November 19:00 Uhr
| Team     |    | 1 | 2 | 3 | 4 | 5 | 6 | 7 | 8 | 9 | 10 | Gesamt |
| -------- | -- | - | - | - | - | - | - | - | - | - | -- | ------ |
| Hongkong |    | 0 | 1 | 0 | 0 | 1 | 0 | 0 | 0 | X | X  | 2      |
| Südkorea | 🔨 | 2 | 0 | 1 | 4 | 0 | 3 | 1 | 2 | X | X  | 13     |

#### Finale
9. November 10:00 Uhr
| Team                |    | 1 | 2 | 3 | 4 | 5 | 6 | 7 | 8 | 9 | 10 | Gesamt |
| ------------------- | -- | - | - | - | - | - | - | - | - | - | -- | ------ |
| Japan               |    | 0 | 0 | 1 | 0 | 0 | 1 | 0 | 1 | X | X  | 3      |
| Volksrepublik China | 🔨 | 2 | 2 | 0 | 2 | 2 | 0 | 2 | 0 | X | X  | 10     |

### Endstand
| Platz | Land                |
| ----- | ------------------- |
| 1     | Volksrepublik China |
| 2     | Japan               |
| 3     | Südkorea            |
| 4     | Hongkong            |
| 5     | Chinesisch Taipeh   |
| 6     | Australien          |
| 7     | Kasachstan          |
| 8     | Katar               |

Die Volksrepublik China und Japan sind für die Weltmeisterschaft 2020 in Prince George, Kanada, qualifiziert. Südkorea und Hongkong sind für das Qualifikationsturnier zur Weltmeisterschaft (World Qualification Event) 2020 in Lohja, Finnland qualifiziert und haben damit die Möglichkeit, sich doch noch einen Startplatz für die Weltmeisterschaft zu sichern.